# Shuotheriidae
Famille
Les Shuotheriidae sont une famille éteinte de mammifères protothériens du Jurassique découverts en Chine, taxon frère des Australosphenida (desquels descendent les monotrèmes actuels). 

## Liste des genres
- † Itatodon Wang & Li, 2016
- † Paritatodon Wang & Li, 2016
- † Pseudotribos Luo et al., 2007
- † Shuotherium Chow & Rich, 1982